# Annie Ernaux
Cet article possède un paronyme, voir Ernault.
Annie Ernaux, née Duchesne le 1er septembre 1940 à Lillebonne (Seine-Inférieure), est une professeure de lettres et écrivaine française. Le prix Nobel de littérature lui est décerné en 2022 pour « le courage et l’acuité clinique avec laquelle elle découvre les racines, les éloignements et les contraintes collectives de la mémoire personnelle ».
Née dans un milieu modeste, elle passe son enfance et son adolescence à Yvetot, en Haute-Normandie, avant de faire ses études à l’université de Rouen, puis à celle de Bordeaux. Elle devient successivement professeure certifiée, puis agrégée de lettres modernes en 1971. Elle enseigne jusqu'à la retraite, qu'elle prend en 2000, afin de préserver son activité d'écriture des impératifs économiques.
Annie Ernaux fait son entrée en littérature en 1974 avec Les Armoires vides, un roman autobiographique. Elle obtient en 1984 le prix Renaudot pour La Place, également autobiographique.
Son œuvre littéraire, pour l'essentiel autobiographique, qui entretient des liens étroits avec la sociologie, est traduite dans une cinquantaine de langues.

## Biographie

### Enfance, études et vie familiale
Annie Thérèse Blanche Duchesne naît le 1er septembre 1940 à Lillebonne (Seine-Inférieure) de parents cauchois dans un milieu social modeste. Son père, Alphonse Léon Duchesne (1899-1967), est né à Autretot, et sa mère, Blanche Madeleine Dumenil (1906-1986), à Yvetot ; ils sont ouvriers, puis exploitants, avant de devenir propriétaires d'un café-épicerie à Yvetot. Leurs généalogies respectives remontent au XVIIe siècle avec des familles de paysans, cultivateurs et tisserands issues de Hautot-Saint-Sulpice, Étoutteville, Ouville-l'Abbaye , villages tous situés à moins de 10 km au nord d'Yvetot.
En 1950, en écoutant une conversation de sa mère, elle apprend l'existence d'une sœur aînée, Ginette (1932-1938), morte de diphtérie,,,,.
Elle passe son enfance et son adolescence à Yvetot, où ses parents l'inscrivent dans un établissement d'enseignement privé catholique pour jeunes filles , au lycée Jeanne-d'Arc à Rouen, obtient le baccalauréat en 1959 à Caen puis poursuit ses études à l’université de Rouen et à celle de Bordeaux à partir de 1964. Elle obtient successivement le CAPES de lettres modernes en 1966, puis l'agrégation en 1971. Elle travaille un temps à un projet de thèse, inabouti, sur Marivaux.
Au début des années 1970, elle enseigne au lycée de Bonneville, au collège Évire à Annecy-le-Vieux puis en 1977 à Pontoise avant d'intégrer le Centre national d'enseignement à distance (CNED).
En 1964, elle épouse Philippe Ernaux, étudiant à Sciences Po qui deviendra haut-fonctionnaire territorial,. Ils ont deux fils : Éric (né en 1964) et David (né en 1968). Le couple divorce en 1981 après 17 ans de vie commune,.
De 1994 à 1997, elle a une relation amoureuse avec Philippe Vilain, alors étudiant à Rouen, de 30 ans son cadet. Il a pour elle une ferveur dont, dit-elle, elle « n'avait jamais été l'objet de la part d'un amant. Avec mon mari autrefois, je me sentais une fille du peuple, avec lui, cette fois j'étais une bourge »,,,.
Entre mars 2003 et janvier 2004, atteinte d'un cancer du sein, elle partage la vie du photographe Marc Marie,.
Avec son fils David, elle présente le film Les Années Super 8 (en compétition pour la Caméra d'or) à la Quinzaine des réalisateurs du Festival de Cannes 2022, le film est sortie en salles le 14 décembre 2022.
Elle réside à Cergy (Val-d'Oise) depuis 1975.

### Carrière littéraire
Annie Ernaux publie son premier roman, à caractère autobiographique, Les armoires vides aux éditions Gallimard en 1974. Puis, chez le même éditeur, Ce qu'ils disent ou rien en 1977, La Femme gelée en 1981 et La Place en 1983, autre de ses ouvrages à caractère autobiographique qui obtient le prix Renaudot en 1984.
Suivent une dizaine d'ouvrages publiés, dont Une femme en 1988, Passion simple en 1992, La Honte en 1997, L'Événement (2000) et L'Occupation en 2002.
Les Années, vaste fresque qui court de l'après-guerre à nos jours, publiée en 2008, est récompensée en 2008 et 2009 par plusieurs prix. Cette même année 2008, elle reçoit le prix de la langue française pour l'ensemble de son œuvre.

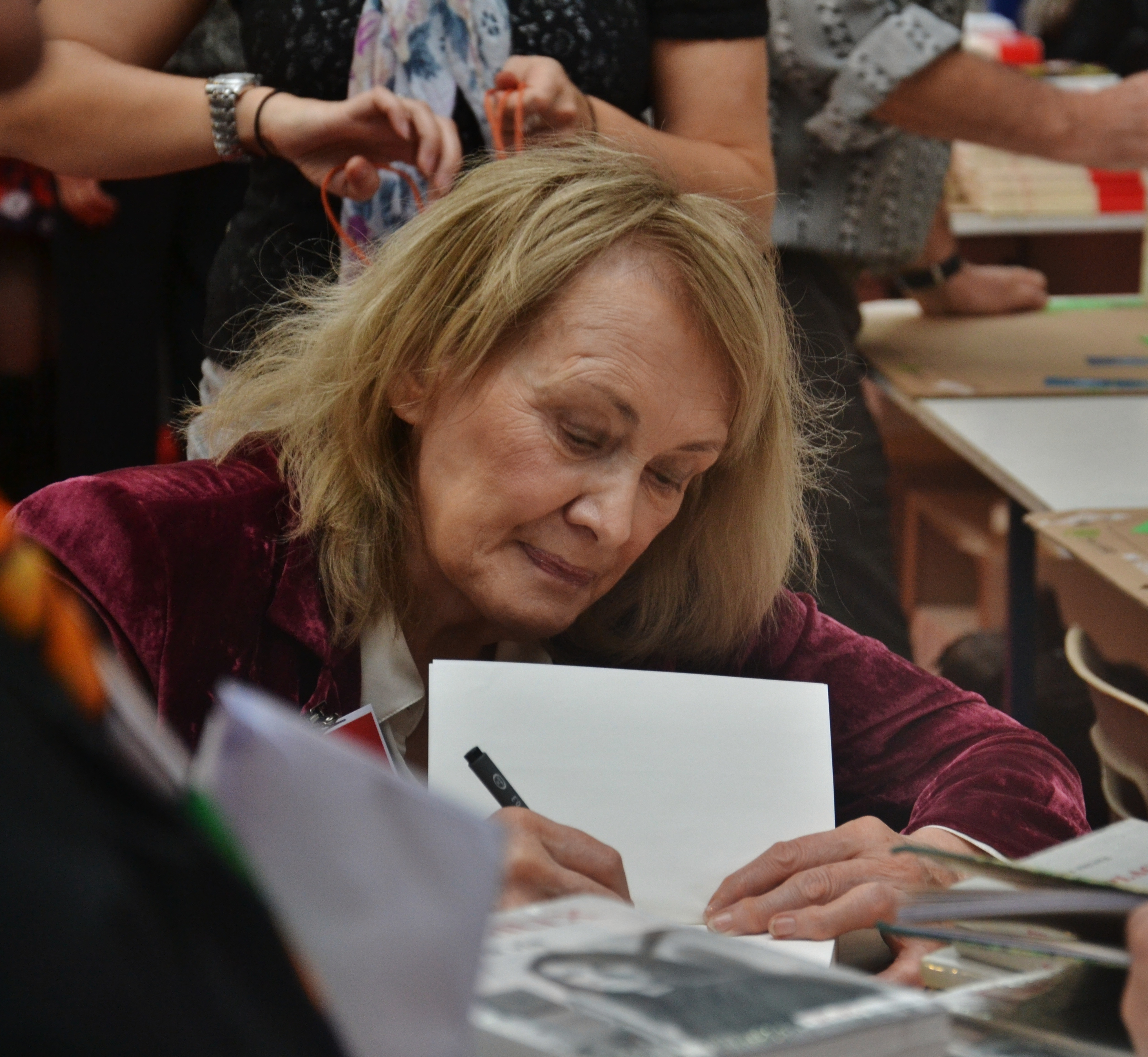
Annie Ernaux en 2011

En 2011, Annie Ernaux publie L'Autre Fille, une lettre adressée à sa sœur Ginette, décédée en 1938, ainsi que L'Atelier noir, qui rassemble différents carnets d'écriture constitués de notes, de plans et de réflexions liées à la rédaction de ses ouvrages. La même année, une anthologie intitulée Écrire la vie paraît dans la collection « Quarto ». Elle rassemble la plupart de ses écrits autobiographiques et propose un cahier d'une centaine de pages, composé de photos et d'extraits de son journal intime inédit.
En avril 2016, elle publie à nouveau un récit autobiographique, Mémoire de fille, dans lequel, près de soixante ans plus tard, elle se penche sur l'année de ses 18 ans, l'été 1958, lorsqu'elle a ses premières relations sexuelles et sa première expérience de la vie en collectivité pendant une colonie de vacances dans l'Orne — expérience qui restera pour elle, comme elle l'écrit dans l'ouvrage, « la grande mémoire de la honte, plus minutieuse, plus intraitable que n'importe quelle autre. Cette mémoire qui est en somme le don spécial de la honte ». Dans ce livre, elle évoque aussi son séjour à Finchley, dans la banlieue de Londres, comme fille au pair en 1960, avant qu’elle ne décide d’étudier les lettres à l'université de Rouen, abandonnant la formation entamée pour devenir institutrice.
Son œuvre aborde fréquemment des thèmes du féminisme et de l'engagement politique.
En 2017, elle reçoit le prix Marguerite-Yourcenar, décerné par la Société civile des auteurs multimédia, pour l'ensemble de son œuvre.
Elle est de plus en plus traduite et diffusée en langue anglaise, notamment ses deux ouvrages Les Années et L'Événement. Ce dernier est adapté au cinéma en long-métrage, en 2021, par Audrey Diwan.
Le 6 octobre 2022, l'Académie suédoise annonce que le prix Nobel de littérature est décerné à Annie Ernaux « pour le courage et l’acuité clinique avec laquelle elle met à découvert les racines, les éloignements et les contraintes collectives de la mémoire personnelle ». Elle est la 17e femme à se voir décerner ce prix prestigieux,. Ce choix suscite les éloges de la presse internationale qui salue les combats politiques et sociétaux de l’écrivaine normande, et souligne l’originalité de son écriture. Le journal régional Paris-Normandie parle d'« une fierté normande », « même si elle eut parfois des mots durs à l’endroit de sa région natale ».
Dans son discours à l'Académie suédoise, elle indique avoir placé dès 1974 son œuvre littéraire, pour l'essentiel autobiographique et entretenant des liens étroits avec la sociologie, dans une aire sociale et féministe, constatant que son but affiché de « venger sa race, et venger son sexe ne feraient qu'un dorénavant »,.
Impliquée dans les luttes sociales et politiques, engagée politiquement à gauche, la féministe Annie Ernaux ne confond pas « l'action politique de l’écriture littéraire, soumise à sa réception par le lecteur ou la lectrice avec les prises de position qu'[elle]j [s]e sen[t] tenue de prendre par rapport aux événements, aux conflits et aux idées », comme le faisaient les écrivains et intellectuels français des années 1950. La littérature est le lieu d’émancipation où elle inscrit sa voix de femme et de transfuge social.

## Analyse de l'œuvre

### Thèmes
L'œuvre d'Annie Ernaux est tirée de son expérience personnelle, qu'elle relate tout d'abord, dans ses trois premiers romans, sous l'angle du récit, certes autobiographique, mais néanmoins modifié par rapport au vécu réel. À partir de 1982, Annie Ernaux rejette totalement la forme romanesque pour se concentrer sur le matériau autobiographique que constitue son enfance dans le café-épicerie parental d’Yvetot, en Normandie. Mêlant expérience historique et expérience individuelle, ses ouvrages dissèquent l’ascension sociale de ses parents (La Place, La Honte), son mariage (La Femme gelée), sa sexualité et ses relations amoureuses (Passion simple, Se perdre, L'Occupation, Le Jeune Homme), son environnement (Journal du dehors, La Vie extérieure), son avortement (L'Événement), la maladie d'Alzheimer de sa mère (« Je ne suis pas sortie de ma nuit »), la mort de sa mère (Une femme) ou encore son cancer du sein (L'Usage de la photo, en collaboration avec le photographe Marc Marie).

### Style
Annie Ernaux revendique une écriture neutre, « sans jugement, sans métaphore, sans comparaison romanesque », et évoque un style « objectif, qui ne valorise ni ne dévalorise les faits racontés », cherchant ainsi à « rester dans la ligne des faits historiques, du document ». La parution de La Place en 1983 constitue un tournant dans son écriture, puisqu'elle adopte alors un style plus froid, factuel et minimaliste, qu'elle qualifie d'« écriture plate » et que certains ont rapproché de l'« écriture blanche » de Roland Barthes, parallèle qu'elle réfute.
Pour Annie Ernaux, il n'existe « aucun objet poétique ou littéraire en soi », et l'écriture est motivée par un « désir de bouleverser les hiérarchies littéraires et sociales en écrivant de manière identique sur des objets considérés comme indignes de la littérature, par exemple les supermarchés, le RER, et sur d'autres, plus nobles, comme les mécanismes de la mémoire, la sensation du temps, etc., en les associant ».
Elle déclare par ailleurs tenter d'écrire sur la langue du monde ouvrier et paysan normand qui a été le sien jusqu'à ses dix-huit ans : « Ce qui m'importe, c'est de retrouver les mots avec lesquels je me pensais et pensais le monde autour ».
La dernière phrase de Les Années propose une synthèse de son œuvre, de ses ambitions, mais surtout de son style : « Sauver quelque chose du temps où l'on ne sera plus jamais », sauver « toutes les images [qui] disparaîtront ».

### Influence de la sociologie
L'œuvre d'Annie Ernaux est très fortement marquée par une démarche sociologique qui tente de « retrouver la mémoire de la mémoire collective dans une mémoire individuelle ». En tentant d'échapper au « piège de l'individualité », l'œuvre d'Ernaux esquisse une redéfinition de l'autobiographie, selon laquelle « l'intime est encore et toujours du social, parce qu'un moi pur, où les autres, les lois, l'histoire, ne seraient pas présents est inconcevable ».
Dès lors, Annie Ernaux adopte une démarche objectivante empruntée au sociologue, et se considère avant tout comme la somme d'un vécu nourri de références et de caractéristiques collectives :

« Je me considère très peu comme un être singulier, au sens d'absolument singulier, mais comme une somme d'expérience, de déterminations aussi, sociales, historiques, sexuelles, de langages, et continuellement en dialogue avec le monde (passé et présent), le tout formant, oui, forcément, une subjectivité unique. Mais je me sers de ma subjectivité pour retrouver, dévoiler les mécanismes ou des phénomènes plus généraux, collectifs. »

Selon elle, cette démarche sociologisante permet d'élargir le « je » autobiographique traditionnel : « Le "Je" que j'utilise me semble une forme impersonnelle, à peine sexuée, quelquefois même plus une parole de “l'autre” qu'une parole de “moi” : une forme transpersonnelle en somme. Il ne constitue pas un moyen de m'autofictionner, mais de saisir, dans mon expérience, les signes d'une réalité ».
En 2003, elle crée le terme d'« autosociobiographie » (ou « auto-socio-biographie ») pour désigner le genre littéraire de son œuvre.
Ainsi, ses ouvrages traitent du « métissage social », de sa trajectoire (fille de petits commerçants devenue étudiante, professeure puis écrivaine) et des mécanismes sociologiques qui l'accompagnent.
À la mort du sociologue Pierre Bourdieu en 2002, Annie Ernaux signe un texte-hommage publié dans Le Monde, dans lequel elle revient sur les liens ténus qui unissent son œuvre à la démarche sociologique, les textes de Bourdieu ayant été pour elle « synonymes de libération et de « raisons d'agir » dans le monde ». En 2013, elle participe à l'ouvrage collectif Pierre Bourdieu. L'insoumission en héritage, dans lequel elle écrit l'article « La Distinction, œuvre totale et révolutionnaire ».

## Engagements politiques et prises de position

### Politique
À l'élection présidentielle de 2012, elle soutient le candidat du Front de gauche, Jean-Luc Mélenchon, car « il reprend une parole, communiste mais pas seulement, qu'on n'entendait plus ».
En décembre 2021, elle rejoint le parlement de l'Union populaire, qui rassemble des personnalités du monde associatif, syndical et intellectuel derrière la candidature de Jean-Luc Mélenchon à l'élection présidentielle de 2022. Elle participe en février 2023 au lancement de l'Institut La Boétie de la France Insoumise, groupe de réflexion et organisation de formation politique du parti du même nom, aux côtés de Jean-Luc Mélenchon.
Le 30 novembre 2015, elle est parmi les signataires de l'Appel des 58 : « Nous manifesterons pendant l'état d'urgence »,.
En 2023, elle s'oppose publiquement à la réforme des retraites.

### Social
Le 26 mai 2016, elle fait partie des signataires d'une tribune contre la tentative du gouvernement de discréditer le mouvement contre la loi El Khomri par des poursuites judiciaires.
En décembre 2018, elle cosigne une tribune dans Libération en soutien au mouvement des Gilets jaunes. Toujours dans Libération, elle cosigne, le 19 mai 2019, avec 1 400 personnalités du monde de la culture, la tribune « Nous ne sommes pas dupes ! » soutenant le mouvement des Gilets jaunes et affirmant « … les gilets jaunes, c'est nous ».
Elle est membre de l'Association pour l'autobiographie.

### Discriminations
Le 19 juin 2017, à la suite de la publication d'une analyse de Jean Birnbaum dans laquelle celui-ci « rapporte des propos tenus ici ou là sur les Indigènes de la République et, au-delà, sur l'antiracisme décolonial et politique », elle cosigne, dans Le Monde, une tribune de soutien à Houria Bouteldja — porte-parole du mouvement et auteure de Les Blancs, les juifs et nous (2016) —, affirmant notamment qu'elle est « la cible privilégiée des accusations les plus insensées, qui sont autant de calomnies : racisme, antisémitisme, homophobie…. » La pétition déclenche à son tour quelques réactions,, Jack Dion de Marianne décrivant le texte comme étant « ahurissant d'allégeance à une dame qui a exposé son racisme au vu et au su de tous ».

### International
En mai 2018, elle est signataire d'une pétition en collaboration avec des personnalités issues du monde de la culture pour boycotter la saison culturelle croisée France-Israël, qui selon l'objet de la pétition sert de « vitrine » à l'État d'Israël au détriment du peuple palestinien.
En 2019, elle cosigne dans Mediapart un appel au boycott du Concours Eurovision de la chanson 2019 à Tel Aviv.
En octobre 2023, les autorités algériennes refusent d’accorder un visa à l’écrivaine qui devait assister au Salon international du livre d'Alger. Selon des observateurs, la décision pourrait être liée à une tribune cosignée en mai par Annie Ernaux, réclamant la libération du journaliste algérien Ihsane El Kadi.
En janvier 2024, elle est signataire de la pétition "Strike Germany" pour protester contre la politique allemande d'invisibilisation du soutien aux Palestiniens.

### Santé
Le 30 mars 2020, dans les débuts de la crise du Covid-19, elle adresse une lettre ouverte à Emmanuel Macron, lue par Augustin Trapenard, dans l'émission Boomerang sur France Inter, pour dénoncer sa politique : « Depuis que vous dirigez la France, vous êtes resté sourd aux cris d'alarme du monde de la santé et ce qu'on pouvait lire sur la banderole d'une manif en novembre dernier – "L'État compte ses sous, on comptera les morts" – résonne tragiquement aujourd’hui,, ».

## Distinctions
- Prix d'Honneur du roman 1977 pour Ce qu'ils disent ou rien.
- Prix Renaudot et prix Maillé-Latour-Landry de l’Académie française 1984 pour La place.
- Prix Marguerite-Duras 2008 pour Les Années.
- Prix François-Mauriac 2008 pour Les Années[85].
- Prix de la langue française 2008 pour l'ensemble de son œuvre[34].
- Docteur d'honneur[86] de l'université de Cergy-Pontoise 2014[87],[88].
- Prix Strega européen 2016 pour Les Années (traduit en italien sous le titre Gli anni (L'Orma).
- Prix Marguerite-Yourcenar 2017, décerné par la Société civile des auteurs multimédia[40], pour l'ensemble de son œuvre.
- Premio Ernest Hemingway di Lignano Sabbiadoro, 2018, 34e édition, pour l'ensemble de son œuvre[89].
- Premio Gregor von Rezzori 2019 pour Une femme (traduit en italien sous le titre Una Donna (L'Orma).
- Prix Formentor, 2019.
- Prix de l'Académie de Berlin, 2019.
- Prix Littéraire de la Fondation Prince Pierre de Monaco, 2021.
- Prix Nobel de littérature, 2022[90],[91],[50].

### Hommage
- De 2003 à 2008, un prix Annie-Ernaux dont elle était la « marraine » est organisé conjointement par la commune de Saint-Leu-la-Forêt (représentée par la bibliothèque municipale), la librairie « À la Page 2001 » et l’association des Amis de la bibliothèque (...)[92],[93].
- Le 8 mars 2022, la Médiathèque Annie Ernaux est inaugurée en la présence de l'écrivaine, à Villetaneuse, en région parisienne. C'est le premier équipement public en France à être nommé ainsi en son honneur[94].

## Accueil critique et polémiques

### Accueil critique
Si Annie Ernaux bénéficie d'une réception critique favorable dans le milieu universitaire (comme en témoigne le grand nombre de thèses et d'études dont son œuvre est le sujet), en France, certains critiques littéraires ont dans le passé qualifié son œuvre de « misérabiliste » et « racoleuse », et ont reproché à l'auteure d'« observer des gens sans ressources » et de « relever de leur catégorie au titre de RMIste du style et du vocabulaire ». Son œuvre fait cependant l'objet d'éloges quasi unanimes après la publication des Années, en 2008, « ce grand et beau livre, éblouissant de maîtrise » selon Nathalie Crom dans Télérama, récompensé par plusieurs prix littéraires. Annie Ernaux est dès lors l'objet d'une « attention extraordinaire de la part des critiques littéraires et du lectorat », la publication des Années ayant entraîné une « acclamation générale ».
Pour Frédéric Beigbeder, Annie Ernaux est devenue un « écrivain officiel » qui serait « unanimement salué par une critique béate », « Qu'importe, le public l'adore » écrivait Le Figaro Magazine le 14 octobre 2022. La remise du prix Nobel de littérature ne met pas un terme aux quelques jugements négatifs concernant son œuvre,. Christian Salmon considère, lui, qu'à la « joie » des lecteurs devant ce prix répond « une clameur de haine venue de l'extrême droite, mais aussi de l'extrême centre qui visait tout autant l'autrice, dont on niait le talent, que la militante de gauche honnie ». Selon lui, les livres d'Annie Ernaux déconstruisent « les manières codifiées de voir et de penser » ce qui expliquerait sans doute leur rejet par les « garde-chiourmes de la langue. Et du pouvoir ». Pour Frédéric-Yves Jeannet, ces critiques « relèvent sans aucun doute de mobiles plus obscurs –politiques, misogynes ou bien-pensants– que ceux de l'analyse littéraire ». Solange Bied-Charreton, dans Marianne, estime également que le procès de son style révèle une mauvaise foi partisane de ses détracteurs. Pour Érik Neveu, auteur d'un « Que sais-je ? » sur la Sociologie du journalisme,  si « la légitimité du Nobel d’Annie Ernaux fut mise en cause au motif qu’elle parlait de choses triviales (les classes populaires, le quotidien), avec un engagement suspect, une écriture trop dépouillée », c'est en raison d'un nouveau rapport au temps et à la réflexion, qui aboutit à disqualifier des œuvres importantes ne mobilisant pas  « le dernier paradigme jugé moderne »
La critique contre l'autrice touche davantage ses idées politiques que son art d'écrire, comme l'exprimait l'académicien Antoine Compagnon dans le magazine L'Obs le 9 décembre 2022 : « Ses livres m'accrochent autant que ses tribunes me fâchent ».

### Polémiques autour de Richard Millet
En septembre 2012, Annie Ernaux réagit à la publication de Langue fantôme suivi d’Éloge littéraire d'Anders Breivik de Richard Millet et publie dans Le Monde un texte intitulé « Le pamphlet fasciste de Richard Millet déshonore la littérature ». Elle y dénonce notamment « des propos qui exsudent le mépris de l’humanité et font l’apologie de la violence. » Le lendemain, le même quotidien publie un texte de soutien à cette prise de position signé par 109 personnalités du monde des lettres. Dans Le Point, Patrick Besson ironise sur cette « liste exhaustive de dénonciateurs qui restera dans l'histoire des lettres françaises comme la liste Ernaux » qu'il qualifie par ailleurs d'« écrivain lamentable ». Franck Spengler, dans un article intitulé « Jean-Marie Gustave Le Clézio et Annie Ernaux se déshonorent » pose la question : « Qui êtes-vous, Madame Ernaux, Monsieur Le Clézio pour définir ce qui est bon ou non d'écrire ? » et pour envoyer « au bûcher » Richard Millet.
Revenant sur cette affaire quelques années plus tard, Benoît Duteurtre note qu'Annie Ernaux en demandant que Richard Millet ne soit plus édité ni ne puisse éditer les autres et en rassemblant « un bataillon d’auteurs en vue d’obtenir son châtiment » parvint à « accomplir ce qu’on avait rarement vu, même en Union soviétique : une pétition d’écrivains dirigée contre un écrivain ; confrérie rassemblée non par solidarité, mais par la volonté d’éliminer une brebis galeuse ».

### Polémique avec Michel Houellebecq
Le 9 décembre 2022, dans un entretien au Parisien, Annie Ernaux s'insurge contre les idées de l’écrivain Michel Houellebecq, l'auteur de Soumission qu'elle juge « réactionnaire » et "antiféministe". La romancière se réjouit que son concurrent, candidat lui aussi pour le prix Nobel de littérature, n'ait pas reçu ce prix. « Il a des idées totalement réactionnaires, antiféministes, c’est rien de le dire ! » déclare-t-elle, avant d’ajouter « Quitte à avoir une audience avec ce prix, étant donné ses idées délétères, franchement, mieux vaut que ce soit moi ! »,,
Annie Ernaux souligne l'absence de travail d'écriture dans les romans de Houellebecq : « L’écriture… Il n’y en a pas. Alors il est très traduit, parce que c’est extrêmement facile à traduire. »

## Œuvre

### Romans et récits autobiographiques
- Les Armoires vides, Gallimard, 1974.
- Ce qu'ils disent ou rien, Gallimard, 1977.
- La Femme gelée, Gallimard, 1981.
- La Place, Gallimard, 1983 Prix Renaudot 1984
- Une femme, Gallimard, 1988.
- Passion simple, Gallimard, 1992.
- Journal du dehors, Gallimard, 1993.
- « Je ne suis pas sortie de ma nuit »[51], Gallimard, 1997.
- La Honte, Gallimard, 1997.
- L'Événement, Gallimard, 2000.
- La Vie extérieure, Gallimard, 2000.
- Se perdre, Gallimard, 2001.
- L'Occupation, Gallimard, 2002.
- L'Usage de la photo, avec Marc Marie, textes d'après photographies, Gallimard, 2005.
- Les Années, Gallimard, 2008 (ISBN 9782070779222) Prix Marguerite-Duras 2008, Prix François-Mauriac 2008 et Prix Strega de la littérature européenne 2016
- L'Autre Fille, coll. « Les Affranchis », NiL Éditions, 2011.
- L'Atelier noir, éditions des Busclats, 2011.
- Retour à Yvetot, éditions du Mauconduit, 2013.Texte de sa conférence prononcée dans sa ville d'enfance d'Yvetot (Normandie) en octobre 2012, accompagné d'un entretien et de photographies personnelles. (ISBN 979-10-90566-08-8)
- Regarde les lumières mon amour, Raconter la vie, éditions du Seuil, 2014.
- Mémoire de fille, Gallimard, coll. « Blanche », 2016, 160  p. (ISBN 9782070145973)[115],[116].
- Hôtel Casanova, Gallimard, coll. « Folio 2 euros », 2020, 96  p. (ISBN 9782072884412) aperçu sur Google Livres.
- Le Jeune Homme, Gallimard, 2022, 48 p.  (ISBN 9782072980084)[117]

### Anthologie
- Écrire la vie, Gallimard, coll. « Quarto », 2011, 1088  p.  (ISBN 978-2-07-013218-8)[118],[119] Rassemble 12 œuvres de l'auteure,  précédées d'une centaine de photos accompagnant des extraits de son Journal intime inédit.

### Entretiens
- Mémoire et réalité , entretien avec Gilbert Moreau, Les Moments Littéraires, no 6, 2e semestre 2001
- L'Écriture comme un couteau, avec Frédéric-Yves Jeannet, Stock, 2003rééd. Gallimard, coll. « Folio », 2011, avec une postface inédite de l'auteure, intitulée « À jour ».
- Dit de femmes. Entretiens d’écrivaines françaises, entretiens avec Michele Magill et Katherine S. Stephenson, Summa Publication, 2003.
- La littérature est une arme de combat , avec Isabelle Charpentier, Rencontres avec Pierre Bourdieu, sous la direction de Gérard Mauger, éditions du Croquant, 2005, p. 159-175.
- Entretien avec Annie Ernaux, Maison des écrivains, 9 mars 2002 , in Écritures Blanches[120], sous la direction de Dominique Rabaté et Dominique Viart, Presses Universitaires de Saint-Étienne, 2009  (ISBN 978-2-86272-495-9)
- Écrire, écrire, pourquoi ?, entretiens avec Raphaëlle Rérolle, éditions de la Bibliothèque publique d'information, coll. « Paroles en réseau », 2011.
- Le Vrai Lieu, entretiens avec Michelle Porte, Gallimard, 2014  (ISBN 9782070145966)
- "Une conversation", échange avec Rose-Marie Lagrave, (présentation Sarah Hechler, Claire Mélot et Claire Tomasella ; postface Paul Pasquali), éditions de l'EHESS, 2023  (ISBN 9782713229602)

### Ouvrages collectifs
- « Leipzig, passage », Instants, collectif, recueil de l'Institut français de Leipzig, 1991
- Postface à Vincent de Gaulejac, La Névrose de classe. Trajectoire sociale et conflits d'identité, collectif, édition Hommes et groupes, 1992, réédition poche : Petite Bibliothèque Payot, 2016.
- Acteurs du siècle, collectif, éditions Cercle d'Art, 2000
- « L'Homme de la poste, à C. », Nouvelles à coucher dehors, collectif, Julliard, 2003
- Préface à Annie Ernaux : une œuvre de l'entre-deux, collectif, Artois Presses Université, 2004
- « Toutes les images disparaîtront », Nomadismes des romancières contemporaines de langue française, collectif, Presses Sorbonne Nouvelle, 2008
- Bernard Desportes autrement, Artois Presses Université, 2008
- Écrire mai 68, collectif, éd. Argol, 2008
- Le chapitre « La Distinction, œuvre totale et révolutionnaire », partie de l'ouvrage collectif Pierre Bourdieu. L'insoumission en héritage, sous la direction d'Édouard Louis, PUF, 2013, 192 p.  (ISBN 978-2-13-061935-2)[63]
- 2017 : participation à l'ouvrage Collectif, Qu'est-ce que la gauche ?, Paris, Fayard, 2017, 234 p. (ISBN 978-2-213-70458-6, BNF 45204167). Les journalistes Cécile Amar (l’Obs) et Marie-Laure Delorme («JDD») publient l'ouvrage qui réunit une trentaine de contributions parmi lesquelles celles d’Erri De Luca, Michel Winock, Martine Aubry, Matthieu Pigasse, Catherine Cusset, Jean-Luc Mélenchon, Catherine Thuil, Marc Crépon, Arthur Dreyfus, Aurélie Filippetti, Michaël Fœssel, Valérie Zenatti, Martin Hirsch, Elisabeth Roudinesco, Marc Dugain, Cécile Duflot, Frédéric Worms, Annie Ernaux, Audrey Azoulay, Thierry Lévy, Geneviève Brisac, Gérard Mordillat, Régis Jauffret, Fabienne Servan-Schreiber, Michelle Perrot, Laurent Binet, Sandra Laugier, Wajdi Mouawad, Michel Wieviorka, Danièle Sallenave et Sophia Aram.
- Pour que droits et dignité ne s'arrêtent pas au pied des murs (en soutien à l'Observatoire international des prisons), Paris, Seuil, 2021

### Livres audio
- La Place, extraits lus par l'auteure, musique de Jean-Jacques Birgé, Francis Gorgé et Michèle Buirette, coll. À haute voix, éd. Ducaté, 1988
- Une femme, extraits lus par l'auteure, coll. Voix d'auteur, éd. Ducaté,
- L'Autre Fille, lu par l'auteure, Audiolib, 2011[121].
- Les Années, lu par Marina Moncade, éd. Gallimard, coll. « Écoutez lire », 2015.
- Mémoire de fille, lu par Dominique Reymond, éd. Gallimard, coll. « Écoutez lire », 2016.
- Ça peut pas faire de mal : Les femmes écrivains, Marguerite Duras, Simone de Beauvoir, Marguerite Yourcenar, Annie Ernaux, lu et commenté par Guillaume Gallienne, éd. Gallimard, coll. « Écoutez lire », 2018.
- Retour à Yvetot, lu par Dominique Blanc suivi d'un post-scriptum lu par l'auteure, éd. des femmes-Antoinette Fouque, coll. « La Bibliothèque des voix », 2019.
- Une femme, lu par l'autrice, éd. Gallimard, coll. « Écoutez lire », 2020.

### Documentaires
- 2014 : Mon week-end au centre commercial de Naruna Kaplan de Macedo - coscénariste
- 2020 : J'ai aimé vivre là de Régis Sauder (à la suite d'une visite de la ville de Cergy-Pontoise avec Annie Ernaux, 2021[122] - textes (également voix off de la narration)
- 2022 : Les Années Super 8 - coscénariste et coréalisatrice avec son fils David Ernaux-Briot (également voix off de la narration)

## Adaptations de son œuvre

### Cinéma
- Que demande le peuple, d'après La Place, court-métrage réalisé par Antony Cordier, 1996
- L'Autre, d'après L'Occupation, réalisé par Pierre Trividic et Patrick Mario Bernard, 2008
- Passion simple, d'après le roman homonyme, réalisé par Danielle Arbid, 2020[123].
- L'Événement, d'après le roman éponyme, réalisé par Audrey Diwan, 2021

### Radio
- Les Années, adaptation de Sophie Lemp, réalisé par Étienne Valles, France Culture émission Feuilleton, 2016 (10 épisodes)[124]

### Théâtre
- Une femme, mise en scène Micheline Uzan, Théâtre de l'Athénée, Paris, 1991.
- Passion simple, mise en scène de Dominique Lurcel, Théâtre du Lucernaire, Paris, 1993.
- La Femme gelée, mise en scène de Jeanne Champagne, Théâtre du Chaudron, 2002.
- Se Perdre, mise en lecture dirigée par Panchika Velez, Arguia Théâtre, Dax, 2002.
- Passion simple, mise en lecture dirigée par Panchika Velez, Arguia Théâtre, Dax, 2002.
- Passion simple, mise en scène de Zabo, Agen, 2007.
- Les Années, mise en scène Laurence Roy et Alain Libolt, CDN Orléns/Loiret/Centre, 2009.
- L'Événement, mise en scène de Jean-Michel Rivinoff, Théâtre de Chartres, 2010, reprise Théâtre Girasole, Festival d'Avignon, 2011[125].
- L'Immigrée de l'intérieur, mise en scène de Jean-Michel Rivinoff, Centre national de création d'Orléans, 2011 ; reprises autres villes, jusqu'en 2013 au Mans.À partir des textes de La Place, L'Événement, Les Années, La Femme gelée, Les Armoires vides, La Honte[126].
- Passion simple, adaptation circasienne et mise en scène de Florence Caillou, Hangar 23, Rouen, 2013
- Le Monologue de la femme gelée, adaptation et mise en en scène de Violaine Vérité et Bernard Colin, Le P'tit Denfert, Sète, 2013.
- La Vie extérieure, adaptation et mise en scène de Hugues Demorge, Théâtre 95 de Cergy, 2014.
- Passion simple, mise en scène de Jeanne Champagne, Lucernaire (centre culturel)|Théâtre Le Lucernaire, Paris, 2014.
- Regarde les lumières mon amour, mise en scène de Marie-Laure Crochant, Le Carré/Théâtre des Ursulines, Château-Gontier, 2016.
- Le Quat'sous, adaptation de Laurence Cordier et David D'Aquaro, mise en scène de Laurence Cordier, Théâtre national de Bordeaux en Aquitaine, 2016.D'après Les Armoires vides, Une Femme et La Honte
- Les Années, adaptation et mise en scène de Jeanne Champagne, Théâtre 71, Malakoff, 2016.
- L'Autre Fille, adaptation de Nadia Remita, Théâtre Artéphile, Festival d'Avignon, 2017.
- Passion simple adaptation par la comédienne et metteuse en scène Émilie Charriot qui interprète le rôle principal, 2017[127].
- L'Occupation, mise en scène de Pierre Pradinas, Centre culturel de Bonlieu, Annecy, reprise au Théâtre de l'Œuvre à Paris, 2018.
- Mémoire de fille, mise en scène de Cécile Backès, Comédie de Béthune/Le Palace, 2018.
- La Place, mise en scène de Camille Daloz, Le Pot au Noir, Saint-Paul-lès-Monestier, 2019.

#### Études et essais
- Isabelle Charpentier, Une Intellectuelle déplacée – Enjeux & usages sociaux et politiques de l'œuvre d’Annie Ernaux (1974-1998), Thèse de Doctorat de Science politique, Amiens, université de Picardie - Jules Verne, 1999 (3 vol., 849 p. – 731 p. + 118 p. d’annexes)
- Denis Fernandez-Recatala, Annie Ernaux, éditions du Rocher, 1994
- Claire-Lise Tondeur, Annie Ernaux ou l'exil intérieur, Rodopi, 1996
- (en) Siobhán McIlvanney, Annie Ernaux : The Return to Origins, Liverpool University Press, 2001
- (de) Heike Ina Kuhl, « Du mauvais goût » : Annie Emaux's Bildungsaufstieg als literatur-und gesellschaftskritische Selbstzerstörung, Max Niemeyer, coll. « Mimesis », 2001, 301 p.
- Fabrice Thumerel (dir.), Annie Ernaux : une œuvre de l’entre-deux, Paris, Artois Presses Université, 2004
- Lyn Thomas, Annie Ernaux à la première personne, Stock, 2005
- Amaury Nauroy (sous la direction), Annie Ernaux/ Albert Memmi, revue Tra-jectoires, 2006
- (en) Loraine Day, Writing shame and desire : the work of Annie Ernaux, Peter Lang, 2007
- Francine Dugast-Porte, Annie Ernaux : étude de l'œuvre, Bordas, 2008
- Adrien Scharff, Le Temps et le moi dans l'œuvre d'Annie Ernaux, Le Manuscrit, 2008
- Élise Hugueny-Léger, Annie Ernaux, une poétique de la transgression, Peter Lang, Berne 2009
- Michèle Bacholle-Boskovic, Annie Ernaux. De la perte au corps glorieux, Presses universitaires de Rennes, 2011
- Danielle Bajomée et Juliette Dor (dir.), Annie Ernaux. Se perdre dans l'écriture de soi, Klincksieck, 2011
- Thomas Hunkeler et Marc-Henry Soulet (dir.), Annie Ernaux. Se mettre en gage pour dire le monde, Métis Presses, Collection « Voltiges », 2012[128], 220 pp.  (ISBN 978-2940406654)
- Pierre-Louis Fort, Violaine Houdart-Merot (eds), Annie Ernaux. Un engagement d'écriture, Presses de la Sorbonne Nouvelle, collection « fiction/non fiction 21 », 2015  (ISBN 978-2-87854-676-7)
  - Élise Hugueny-Léger: Écrire le retour sur soi: postures d’engagement et d’accompagnement dans les socioanalyses d’Annie Ernaux et de Didier Eribon, p. 159 - 168 texte intégral en ligne
  - Entretien avec Pierre-Louis Fort - Annie Ernaux, ibid. p. 201-207 en ligne
- Patrick Froehlich, Annie Ernaux, collection Duetto, Éditions Nouvelles Lectures, 2020

#### Études comparées
- Michèle Chossat, Ernaux, Redonnet, Bâ et Ben Jelloun : le personnage féminin à l'aube du XXIe siècle, New York, Peter Lang, 2002.
- (en) Alison Fell, Liberty, Equality, Maternity in Beauvoir, Leduc and Ernaux, Maney, 2003  (ISBN 978-1900755733)
- Pierre-Louis Fort, Ma mère, la morte. L'écriture du deuil chez Marguerite Yourcenar, Simone de Beauvoir et Annie Ernaux, Imago, 2007
- Élisabeth Seys, Ces femmes qui écrivent ; de Madame de Sévigné à Annie Ernaux, Ellipses, Paris, 2012  (ISBN 2-7298-7216-7)
- Fabien Arribert-Narce, Photobiographies : pour une écriture de notation de la vie : Roland Barthes, Denis Roche, Annie Ernaux, Paris, Honoré Champion éditeur, 2014  (ISBN 9782745327123)
- Marie-Laure Rossi, Écrire en régime médiatique. Marguerite Duras et Annie Ernaux. Actrices et spectatrices de la communication de masse, coll. « espaces littéraires », L'Harmattan, 2015

#### Articles
- Christine Bard et Sylvie Chaperon (Notice rédigée par Delphine Naudier), Dictionnaire des féministes : France, XVIIIe – XXIe siècle, Paris, Presses universitaires de France, 2017, 1700 p. (ISBN 978-2-13-078720-4, OCLC 972902161, BNF 45220443, lire en ligne), p. 513 à 517
- Monika Boehringer, « Paroles d’autrui, paroles de soi. Journal du dehors d’Annie Ernaux », Études françaises, vol. 36, no 2,‎ 2000, p. 131-148 (lire en ligne)
- Isabelle Charpentier, « Annie Ernaux ou l’art littérairement distinctif du paradoxe », Revue des Sciences Humaines, n° 299 : « Le roman parle du monde – Lectures sociocritiques & sociologiques du roman contemporain», coordonné par Émilie Brière, Mélanie Lamarre & Dominique Viart, octobre 2010, p. 57-77.
- Isabelle Charpentier, « Les réceptions ‘ordinaires’ d’une écriture de la honte sociale – Lecteurs d’Annie Ernaux », Idées – La Revue des sciences économiques & sociales, numéro spécial 155 : « Cultures, publics & réceptions », mars 2009, p. 19-25.
- Isabelle Charpentier, « De corps à corps – Réceptions croisées d’Annie Ernaux », Politix (Revue des sciences sociales du politique), n° 27, 3e trim. 1994, p. 45-75.
- Isabelle Charpentier, « ‘Reconstituer un temps commun’ pour ‘sauver quelque chose du temps où l’on ne sera plus jamais’... Modalités et enjeux de l’inscription du rapport au temps dans Les années (2008) d’Annie Ernaux », Cahier de langue & de littérature (université Abdelhamid Ibn Badis de Mostaganem), no 7 (« Varia »), 2014.
- Isabelle Charpentier, « ‘Quelque part entre la littérature, la sociologie & l’histoire’ – L’œuvre autosociobiographique d’Annie Ernaux ou les incertitudes d’une posture improbable », Contextes – Revue de sociologie de la littérature, n° 1 : « Discours en contexte – Théorie des champs & analyse du discours », sous la dir. de Jérôme Meizoz, avec Jean-Michel Adam & Panayota Badinou, université de Liège, septembre 2006 en ligne
- Isabelle Charpentier, Notice « Annie Ernaux », in Sapiro (Gisèle) [dir.], Dictionnaire international Pierre Bourdieu, Paris, CNRS Éditions, 2017.
- Isabelle Charpentier, « Écrire pour ‘venger sa race’ ou de l’usage littéraire stratégique de la sociologie… Le renouvellement de l’écriture ‘autosociobiographique’ d’Annie Ernaux de Journal du dehors (1993) au ‘récit-fusion’ Les années (2008) », in Labari (Brahim) [dir.], Ce que la sociologie fait de la littérature et vice-versa, Paris, Publibook, coll. « Sciences humaines et sociales », 2014, p. 127-150.
- Isabelle Charpentier, « Les années, une ‘autobiographie collective’ », in Damlé (Amaleena) et Rye (Gill) [dir.], Aventures et expériences littéraires : écritures des femmes au début du vingt-et-unième siècle, Amsterdam, Rodopi, 2014, p. 75-92
- Isabelle Charpentier, « Les ‘ethnotextes’ d’Annie Ernaux ou les ambivalences de la réflexivité littéraire », in Bajomée (Danielle), Dor (Juliette) [dir.], Annie Ernaux. Se perdre dans l’écriture de soi, Paris, Klincksieck, coll. « Circare », 2011, p. 77-101.
- Isabelle Charpentier, « Des passions critiques pas si simples… Réceptions critiques de Passion simple d’Annie Ernaux », in Bajomée (Danielle), Dor (Juliette), Henneau (Marie-Élisabeth) [dir.], Femmes & livres, Paris, L’Harmattan, coll. « Des idées & des femmes », 2007, p. 231-242.
- Isabelle Charpentier, « Lectrices & lecteurs de Passion simple d’Annie Ernaux – Les enjeux sexués des réceptions d’une écriture de l’intime sexuel », in Charpentier (Isabelle) [dir.], Comment sont reçues les œuvres ? Actualités des recherches en sociologie de la réception & des publics, Paris, Creaphis, 2006, p. 119-136. Article repris dans Benoît (Madhu), Berthier-Foglar (Susanne), Carter (Linda) [dir.], Sites de résistance – Stratégies textuelles (Sites of Resistance – Textual Tactics), Paris, Manuscrit Université, 2006, p. 263-294.
- Isabelle Charpentier, « Produire ‘une littérature d'effraction’ pour ‘faire exploser le refoulé social’ – Projet littéraire, effraction sociale & engagement politique dans l’œuvre auto-sociobiographique d’Annie Ernaux », in Collomb (Michel) [dir.], L’Empreinte du social dans le roman depuis 1980, Montpellier, Publications de l’université Paul-Valéry – Montpellier III, 2005, p. 111-131.
- Isabelle Charpentier, « Anamorphoses des réceptions critiques d’Annie Ernaux : ambivalences & malentendus d’appropriation », in Thumerel (Fabrice) [dir.], Annie Ernaux : une œuvre de l’entre-deux, Arras, Artois Presses Université/SODIS, 2004, p. 225-242.
- Philippe Corcuff, « D’Annie Ernaux à The Batman : vengeance, ressentiment et émancipation au cœur de la gauche », site culturel AOC, 20 juillet 2023, AOC P. Corcuff A. Ernaux 2023
- Mendel Péladeau-Houle, « Trace et temps. Les ‘‘formes de vie’’ dans L’usage de la photo d’Annie Ernaux et de Marc Marie », Études françaises, vol. 57, no 2, 2021, p. 141-153 (lire en ligne).
- Jean Pierrot, « Annie Ernaux et l’ "écriture plate" », in Écritures Blanches[120], sous la direction de Dominique Rabaté et Dominique Viart, Presses Universitaires de Saint-Étienne, 2009  (ISBN 978-2-86272-495-9)
- Nelly Wolf, « Figures d’exception féminine dans les trois premiers romans d’Annie Ernaux », Études françaises, vol. 47, no 1,‎ 2011, p. 129-140 (lire en ligne).
- Sara Durantini, « L’écriture comme un couteau : réflexions sur Annie Ernaux et la tension entre désir et forme », site culturel Collateral reveu, 18 Décembre 2024,
- Sara Durantini, « Portraits de vie : l’écriture photographique d’Annie Ernaux », site culturel Collateral reveu, 25 juillet 2024

#### Ouvrages dans lesquels apparaît Annie Ernaux
- Aurélia Aurita, La Vie gourmande, Casterman, 2022. (Annie Ernaux y apparaît sous son vrai nom, dessinée par Aurélia Aurita).
- Alain Paucard, J'aurais dû rester chanteur de rock n'roll : mémoires au galop, Via Romana, 2022. (Annie Ernaux y fait l'objet d'un chapitre mais n'est pas citée sous son vrai nom.)

#### Documentaires
- Michelle Porte, Les Mots comme des pierres. Annie Ernaux, écrivain, 2014.

#### Colloques sur l'auteure
- Colloque : « Annie Ernaux : une œuvre de l'entre-deux », organisé par l'université d'Artois, d'Arras (Pas-de-Calais), du 18 au 19 novembre 2002[129]. Publication, de l'ouvrage collectif Annie Ernaux : une œuvre de l'entre-deux, études réunies par Fabrice Thumerel, Arras, Artois Presse Université, 2004.
- Colloque pluridisciplinaire « Littérature – Sociologie – Théâtre : L’impact social & politique de l’œuvre d’Annie Ernaux dans la construction de soi », organisé par le Théâtre du Chaudron (Jeanne Champagne) & La Cartoucherie de Vincennes (Vincennes, octobre 2002)
- Colloque : « Approches critiques et interdisciplinaires » sur l'œuvre d'Annie Ernaux[130], en présence de l'auteure, organisé par le département d’études françaises de l'université York de Toronto (Canada), du 22 au 24 mai 2008[131]. (fr) Sergio Villani (dir.) : Annie Ernaux : Perspectives critiques Literary criticism series, 18. Legas, New York & Ottawa 2009  (ISBN 189749310X) (Un essay : (en) Les contributions.)
- Colloque : « Annie Ernaux, se perdre dans l’écriture de soi », organisé par l’université de Liège (Belgique), le 11 décembre 2008[132] Publication, à la suite de ce colloque, de l'ouvrage collectif Annie Ernaux, se perdre dans l’écriture de soi, sous la direction de Danielle Bajomée et Juliette Dor, Klincksieck, 2011.
- Colloque : « Annie Ernaux. Se mettre en gage pour dire le monde », en présence de l'auteure, organisé par l’université de Fribourg (Suisse), du 21 au 22 mai 2010[133]. Publication, à la suite de ce colloque, de l'ouvrage collectif Annie Ernaux. Se mettre en gage pour dire le monde, sous la direction de Thomas Hunkeler et Marc-Henry Soulet, MétisPresses, Collection Voltiges, 2012[128].
- Colloque : « L’œuvre d'Annie Ernaux : le temps et la mémoire », en présence de l'auteure, organisé par le Centre Culturel International de Cerisy (CCIC), de Cerisy-la-Salle (Manche), du 6 au 13 juillet 2012[134].
- Colloque : « L’intertextualité dans l’œuvre d’Annie Ernaux », en présence de l'auteure[135], organisé par le Centre d’Études et de Recherche Éditer / Interpréter (CÉRÉdI) de l'université de Rouen (Haute-Normandie), du 14 au 15 novembre 2013[136].
- Colloque : « En soi et hors de soi : l'écriture d'Annie Ernaux comme engagement », en présence de l'auteure, organisé par le CRTF et le CICC de l'université de Cergy-Pontoise, le 19 et 20 novembre 2014.